# Manifeste des intellectuels fascistes
Ne doit pas être confondu avec Manifeste fasciste.
Le « Manifeste des intellectuels fascistes » (en italien : « Manifesto degli intellettuali fascisti »), publié le 21 avril 1925 dans les principaux journaux, est le premier document idéologique de la partie de la culture italienne qui adhère au régime fasciste. Il est rédigé par Giovanni Gentile.
Il contient une histoire du fascisme de 1919 à 1922, dans laquelle il justifie et compare le squadrisme et les mouvements de jeunesse à la Giovine Italia de Mazzini, soutient que le fascisme est un mouvement visant le progrès et la conciliation entre l'État et les syndicats, répond aux accusations de limitation de la liberté de la presse en faisant valoir que même les États les plus libéraux limitent certaines libertés lorsque cela est nécessaire, et soutient que l'antifascisme est futile, car, des deux oppositions, aucune ne gagne, mais que l'instabilité politique épuise les partis existants et donne naissance à de nouvelles idées, de nouveaux programmes et de nouveaux partis politiques.

## Histoire

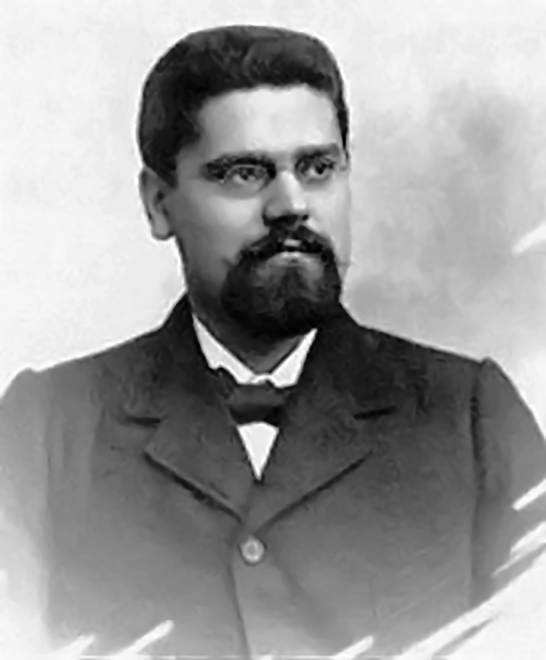
Giovanni Gentile

La première Conférence des instituts culturels fascistes, organisée à Bologne les 29 et 30 mars 1925 par Franco Ciarlantini, chef du Bureau de presse et de propagande du Parti national fasciste, pour mieux coordonner les initiatives et activités culturelles du fascisme, promeut le Manifeste des intellectuels fascistes aux intellectuels de toutes les nations, rédigé par Giovanni Gentile.
Il est publié dans Il Popolo d'Italia, l'organe du Parti national fasciste et dans presque toute la presse italienne, le 21 avril (jour de la fondation de Rome) de la même année. Il est signé par les intellectuels réunis à Bologne et par de nombreux autres qui les rejoignent.
Le texte est basé sur la conférence Liberté et libéralisme organisée peu avant par le philosophe et ministre de l'Éducation Giovanni Gentile. Le secrétariat de la conférence informe la presse de l'adhésion de deux cent cinquante intellectuels, dont trente-trois juifs. Le manifeste constitue, d'une part, une tentative d'indiquer les bases politico-culturelles de l'idéologie fasciste et, d'autre part, de justifier, dans un ton libéral, les actes et attitudes illibéraux et violents opérés par le mouvement fasciste et poursuivis par le gouvernement Mussolini.
En réponse au manifeste de Gentile, Benedetto Croce — à l'invitation de Giovanni Amendola — rédige le manifeste des intellectuels antifascistes, qui, publié le 1er mai 1925 dans Il Mondo, rassemble un groupe de signataires important et faisant autorité.

## Signataires du manifeste de Gentile
Parmi les 250 signataires du manifeste, les plus connus sont :
- Bruno Barilli
- Luigi Barzini senior
- Antonio Beltramelli
- Vittorio Cian
- Guelfo Civinini
- Ernesto Codignola
- Gabriele D'Annunzio
- Salvatore Di Giacomo[note 1]
- Pericle Ducati
- Francesco Ercole
- Luigi Federzoni
- Giovanni Gentile (initiateur)
- Curzio Malaparte
- Filippo Tommaso Marinetti
- Ferdinando Martini
- Ernesto Murolo
- Ugo Ojetti
- Alfredo Panzini
- Salvatore Pincherle
- Luigi Pirandello[note 2]
- Ildebrando Pizzetti
- Corrado Ricci
- Vittorio Giovanni Rossi
- Margherita Sarfatti
- Giulio Aristide Sartorio
- Ardengo Soffici
- Arrigo Solmi
- Ugo Spirito
- Giuseppe Ungaretti
- Gioacchino Volpe
- Guido da Verona

## Extraits du texte du manifeste
« Le Fascisme est un mouvement récent et ancien de l'esprit italien, intimement lié à l'histoire de la Nation italienne, mais non dépourvu de signification et d'intérêt pour toutes les autres. Ses origines immédiates remontent à 1919, lorsque Benito Mussolini réunit autour de lui une poignée d'hommes revenus des tranchées et déterminés à lutter énergiquement contre la politique démosocialiste qui prévalait alors. Cette politique ne voyait que les conséquences matérielles immédiates de la grande guerre, dont le peuple italien était sorti victorieux mais épuisé, et laissait la valeur morale de la guerre se disperser, sinon la niait ouvertement, la représentant aux yeux des Italiens, d'un point de vue étroitement individualiste et utilitaire, comme une somme de sacrifices, pour laquelle chaque personne devait être indemnisée proportionnellement aux dommages subis, d'où une opposition présomptueuse et menaçante des particuliers à l'État, un désaveu de son autorité, un abaissement du prestige du Roi et de l'Armée, symboles de la Nation au-dessus des individus et des catégories particulières de citoyens et un débridement des passions et des instincts inférieurs, fomentant la désintégration sociale, la dégénérescence morale, un esprit de révolte égoïste et inconscient contre toute loi et toute discipline. L'individu contre l'État ; expression typique de l'aspect politique de la corruption des années intolérantes vis-à-vis de toute norme supérieure de la vie humaine qui régit vigoureusement et contient les sentiments et les pensées des individus. Le Fascisme, à l'origine, était donc un mouvement politique et moral. Il comprit et défendit la politique comme un terrain d'entraînement à l'abnégation et au sacrifice de l'individu au nom d'une idée dans laquelle l'individu peut trouver sa raison de vivre, sa liberté et tous ses droits ; cette idée est la Patrie, comme idéal qui se réalise historiquement sans jamais s'épuiser, tradition historique, déterminée et identifiée, de civilisation, mais tradition qui, dans la conscience du citoyen, loin de rester un souvenir mort du passé, devient une personnalité consciente d'un but à mettre en œuvre, tradition, donc, et mission. [...] D'où le caractère religieux du Fascisme. Ce caractère religieux et donc intransigeant explique la méthode de lutte suivie par le fascisme pendant les quatre années de 1919 à 1922. Les fascistes étaient une minorité dans le Pays et au Parlement, où ils sont entrés, en petit noyau, après les élections de 1921. L'État constitutionnel était donc, et devait être, antifasciste, puisqu'il était l'État de la majorité, et le fascisme avait contre lui précisément cet État qui se disait libéral ; et il était libéral, mais du libéralisme agnostique et renonciateur qui ne connaît que la liberté extérieure. L'État qui est libéral parce qu'il se considère comme étranger à la conscience du citoyen libre, presque un système mécanique face à l'activité des individus. [...] En second lieu, cette petite opposition au fascisme, formée des détritus de l'ancien système politique italien (démocratique, réactionnaire, radical, maçonnique), est irréductible et devra s'éteindre peu à peu par usure interne et inaction, en restant toujours en marge des forces politiques qui opèrent effectivement dans la nouvelle Italie. C'est parce qu'elle n'a pas vraiment de principe opposé mais seulement un principe inférieur au principe du Fascisme, et c'est une loi historique qui n'admet pas d'exceptions que de deux principes opposés aucun ne gagne, mais qu'un principe supérieur triomphe, qui est la synthèse de deux éléments vitaux divergents dont chacun tire son inspiration ; mais de deux principes, l'un inférieur et l'autre supérieur, l'un partiel et l'autre total, le premier doit nécessairement succomber parce qu'il est contenu dans le second, et la raison de son opposition est simplement négative, bâtie sur du vide.
C'est ce que les fascistes ressentent face à leurs adversaires et c'est pourquoi ils ont une foi inébranlable dans le triomphe de leur camp et ils ne font aucun compromis ; et ils peuvent maintenant attendre avec une patience durable que les oppositions, tout comme elles ont abandonné le terrain légal de la lutte au Parlement, finissent par se persuader de la nécessité inéluctable d'abandonner également le terrain illégal pour reconnaître que le résidu de vie et de vérité de leurs programmes est inclus dans le programme fasciste, mais sous une forme audacieuse, plus complexe, plus sensible à la réalité historique et aux besoins de l'esprit humain.
La crise spirituelle italienne actuelle sera alors surmontée. Puis, au sein même de l'Italie fasciste et fascisée, de nouvelles idées, de nouveaux programmes et de nouveaux partis politiques mûriront lentement et pourront enfin voir le jour.
Les intellectuels italiens adhérents au Fascisme, qui se sont réunis pour la première fois à Bologne lors du congrès (29 - 30 mars), ont voulu formuler ces concepts et en témoigner pour ceux qui, en Italie et à l'étranger, souhaiteraient prendre conscience de la doctrine et de l'action du PNF. »